# La Forêt (téléfilm)
Pour les articles homonymes, voir La Forêt.
Pour plus de détails, voir Fiche technique et Distribution.
La Forêt est un téléfilm français réalisé par Arnaud Desplechin et diffusé en 2014 sur Arte. Adaptation libre de la pièce La Forêt (1871) d'Alexandre Ostrovski dans sa version créée en 2003 à la Comédie-Française, cette œuvre — qui n'est pas une captation — s'est faite avec les acteurs du Français, institution commanditaire du téléfilm, mais dans une mise en scène originale conçue par Arnaud Desplechin et différente de celle de Piotr Fomenko programmée à deux reprises (lors des saisons 2003 et 2005) salle Richelieu.

## Fiche technique
| - Titre : La Fôret - Titre à l'international : - Réalisation : Arnaud Desplechin - Scénario : Arnaud Desplechin d'après la pièce d'Alexandre Ostrovski - Photographie : Irina Lubtchansky - Premier assistant caméra : Pierre-Hubert Martin - Son : - Musique originale : Grégoire Hetzel - Montage : Laurence Briaud - Costumes : - Décors : | - Producteurs : - Sociétés de production : Maïa Cinéma, la Comédie-Française et Arte France Cinéma - Année de production : 2013 - Pays d'origine : France - Genre : adaptation théâtrale - Langue : français - Durée : 90 minutes - Dates de sortie : - 10 juillet 2014 (France) |

## Distribution
- Denis Podalydès : Fortunatov
- Michel Vuillermoz : Infortunatov
- Claude Mathieu : Oulita
- Nicolas Silberg : Vosmibratov
- Martine Chevallier : Gourmyjskaïa
- Adeline d'Hermy : Axioucha
- Christian Blanc : Milonov
- Laurent Stocker : Piotr
- Michel Favory : Bodaev
- Loïc Corbery : Boulanov
- Michel Robin : Karp

## Projet et réalisation du film
|                                                             |  |  |
| Alexandre Ostrovski vers 1880 et Arnaud Desplechin en 2009. |  |  |

Après la réalisation de son précédent film, Jimmy P. (Psychothérapie d'un Indien des Plaines) sorti en 2013, Arnaud Desplechin se voit confier par Muriel Mayette, administratrice générale de la Comédie-Française, et la chaîne franco-allemande Arte l'adaptation télévisuelle de la pièce La Forêt (1871) du dramaturge russe Alexandre Ostrovski dans le cadre d'une collection destinée à revisiter le répertoire classique de l'institution sous la caméra de réalisateurs singuliers incités à adapter librement les œuvres présentées au cours de la saison précédente au Français,. Son choix s'est porté sur cette pièce russe notamment en raison de la distribution — seul élément imposé dans le principe des commandes de la collection — qui permet au réalisateur de collaborer à nouveau tout à la fois avec Denis Podalydès et Michel Vuillermoz près de vingt ans après Comment je me suis disputé... (ma vie sexuelle) (1996), film essentiel de Desplechin dans lequel jouaient les deux acteurs. La reprise de la pièce rend hommage au metteur en scène Piotr Fomenko, mort l'année même, dont la version avait été considérée par une partie de la critique parmi « les grands succès de la décennie à la Comédie-Française » dès sa création en 2003,,. La Forêt est techniquement le premier téléfilm du cinéaste mais ne constitue pas son premier travail théâtral puisqu'il avait déjà abordé ce matériau dans Esther Kahn (2000) et mais également le processus de création théâtral dans Léo, en jouant « Dans la compagnie des hommes » (2003) qui mettait en abyme la pièce d'Edward Bond.
Le tournage — court comme l'impose le cahier des charges de la collection — s'étend du 7 au 23 octobre 2013 ; il est mené à Trappes dans les Yvelines,.

## Réception critique
Selon Jean-Michel Frodon, "Desplechin fait du spectacle des manipulations des sentiments et des trahisons à tiroir ourdi par Ostrovski une cavalcade légère, disponible aux plus radicales bouffonneries pour mieux ouvrir sur les abîmes." 

## Collection
Le téléfilm fait partie de la collection théâtre créée par Arte en 2014, collection composée d'adaptations de manière personnelle et audacieuse des grandes pièces de théâtre par des réalisateurs.
- 2014 : Que d'amour ! de Valérie Donzelli, adaptation du Jeu de l’amour et du hasard de Marivaux[11]
- 2013 : Les amis à vendre de Gaëtan Bevernaege d'après la pièce Les amis du placard de Gabor Rassov
- 2014 : Le Système de Ponzi de Dante Desarthe d'après la pièce de David Lescot[12]
- 2014 : Des fleurs pour Algernon d’Yves Angelo d’après la pièce de Daniel Keyes
- 2014 : La Forêt d'Arnaud Desplechin[13]
- 2015 : Les Trois Sœurs de Valeria Bruni Tedeschi d'après la pièce d'Anton Tchekhov[14]
- 2016 : Dom Juan et Sganarelle de Vincent Macaigne[15]
- 2017 : Les Fausses confidences de Luc Bondy d'après la pièce de Marivaux[16]
- 2017 : Oblomov de Guillaume Gallienne d'après le roman de Ivan Gontcharov[17]
- 2021 : Guermantes de Christophe Honoré[18]